# 하노이 공업대학교

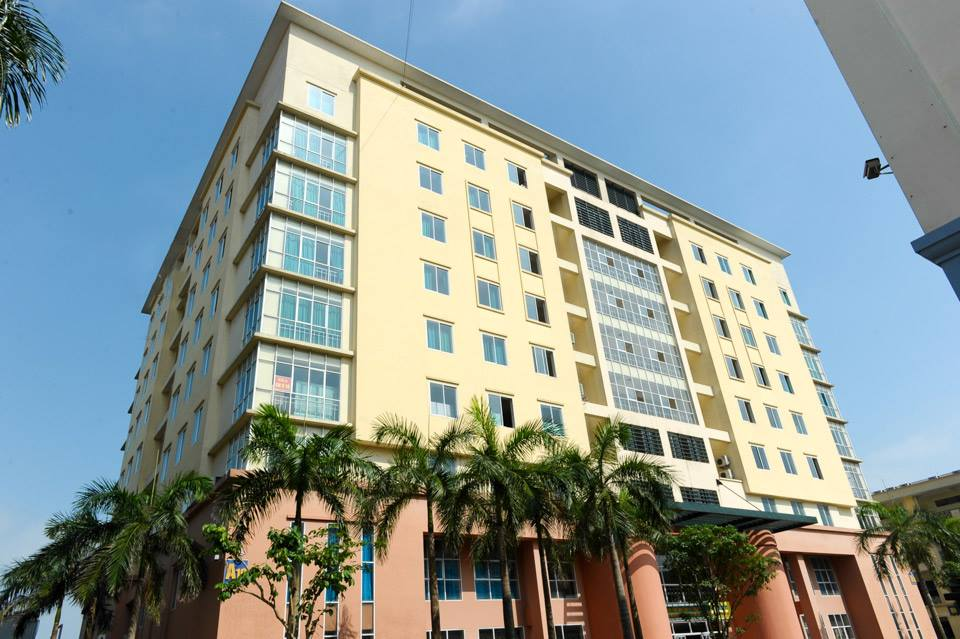

하노이 공업대학교(베트남어: Trường Đại học Công nghiệp Hà Nội)는 베트남의 기술 대학이다.